# Robert Sarah
Robert Sarah (Ourouss, 15 de junho de 1945) é um cardeal guineense, é prefeito-emérito da Congregação para o Culto Divino e Disciplina dos Sacramentos do Vaticano. Anteriormente, o prelado exerceu a função de secretário da Congregação para a Evangelização dos Povos e de presidente do Pontifício Conselho Cor Unum.
Sarah tem sido um defensor ferrenho da doutrina católica tradicional em questões de moralidade sexual e direito à vida, e na denúncia do fundamentalismo islâmico. Ele chamou a "ideologia de gênero" e o Estado Islâmico (ISIS) de "duas radicalizações" que ameaçam a família: a primeira, por meio do divórcio, do casamento entre pessoas do mesmo sexo e do aborto, e a segunda, com o casamento infantil, a poligamia e a subjugação das mulheres. Sarah também se opõe à eutanásia.
Sarah foi um dos cotados no conclave de 2025.

## Biografia
Ele nasceu em 15 de junho de 1945 em Ourous, uma vila na arquidiocese de Conacri, na Guiné, que era então uma colônia francesa. A família, já de religião animista e convertida ao catolicismo, pertencia à minoria étnica dos Conagui.

### Formação
Em 1957, ingressou no seminário menor "Santo Agostinho", em Bingerville, na Costa do Marfim, onde estudou por três anos, até que as tensões entre este país e a Guiné, que nesse meio tempo conquistaram a independência, o levaram a retornar. Em casa, mudou-se para o seminário da Congregação do Espírito Santo, em Dixinn. A estada durou alguns meses, porque em agosto de 1961 o governo autocrático do ditador guineense Ahmed Sékou Touré confiscou as propriedades eclesiásticas. Sarah foi forçado a estudar como autodidata até que, em 1962, as autoridades religiosas católicas obtiveram a oportunidade de abrir um novo seminário em Kindia. Aqui em 1964 ele obteve o bacharelado em Teologia e depois se mudou para o seminário maior de Nancy, França. A crise diplomática entre a França e a ex-colônia guineense obrigou Sarah a deixar a Europa e concluiu seus estudos teológicos em Sébikotane, no Senegal.
Em 20 de julho de 1969, ele foi ordenado sacerdote na catedral de Sainte Marie, em Conacri, pelo arcebispo Raymond-Maria Tchidimbo.
Após a ordenação, ele retomou seus estudos. De 1969 a 1974, ele ficou em Roma, onde obteve sua licença em teologia na Pontifícia Universidade Gregoriana. Nesse meio tempo, ele também obteve sua licença nas Escrituras Sagradas no Studium Biblicum Franciscanum em Jerusalém. Ele retornou à Guiné em 1974.

### Ministério Episcopal
Em 13 de agosto de 1979, o Papa João Paulo II o nomeou arcebispo metropolitano de Conacri. Aos 34 anos, assumiu o lugar do arcebispo Raymond-Maria Tchidimbo, que após muitos anos de cativeiro foi forçado a renunciar e exilar. Ele recebeu a ordenação episcopal no dia 8 de dezembro na catedral de Sainte Marie em Conacri, do cardeal Giovanni Benelli, tendo como co-consagradores o arcebispo Luc Auguste Sangaré e do bispo Jean Pierre Marie Orchampt.
Durante os anos do episcopado, Sarah trabalhou para garantir a independência da Igreja do regime autocrático de Touré e, apesar das perseguições de padres e leigos, ele não se esquivou de fazer discursos contra o poder político, mesmo durante os anos da presidência de Lansana Conté. Isso permitiu que ele se tornasse um dos líderes mais respeitados entre os guineenses e fosse considerado um possível guia durante a transição política do país.
Robert Sarah foi presidente da Conferência Episcopal da Guiné de 1985 a 2001.

### A mudança para a Cúria do Vaticano e o cardeal
Em 1 de outubro de 2001, João Paulo II chamou Robert Sarah para a Cúria Romana, nomeando-o secretário da Congregação para a Evangelização dos Povos; Sarah substituiu o arcebispo Marcello Zago, que morreu em 1 de março daquele ano.
Em 7 de outubro de 2010, o Papa Bento XVI o nomeou presidente do Pontifício Conselho Cor Unum no lugar do cardeal Paul Josef Cordes, que renunciou devido a seu limite de idade.
Em 20 de outubro de 2010, foi anunciada a sua criação como cardeal pelo Papa Bento XVI, no Consistório de 20 de novembro, em que recebeu o barrete vermelho e o título de cardeal-diácono de São João Bosco na Via Tuscolana. Sarah é o primeiro cardeal guineense. Em 30 de janeiro de 2011, ele tomou posse da diaconia.
Nos dias 12 e 13 de março, ele participou como cardeal eleitor no Conclave de 2013, que levou à eleição do Papa Francisco.
Em 23 de novembro de 2014, o Papa Francisco o nomeou prefeito da Congregação para o Culto Divino e Disciplina dos Sacramentos, sucedendo ao cardeal Antonio Cañizares Llovera, que foi nomeado arcebispo metropolitano de Valência.
Ele é membro da Congregação para a Evangelização dos Povos e do Conselho Pontifício Justiça e Paz.
No Consistório realizado em 3 de maio de 2021, optou pela ordem dos cardeais-presbíteros, mantendo sua diaconia pro hac vice.

## Posições teológicas, morais, sociais e políticas
Em fevereiro de 2015, ele publicou o livro Deus ou nada para a editora francesa Fayard. Na apresentação da obra, Famille Chretienne afirma que "a África poderia se tornar a ponta de lança da Igreja em oposição à decadência ocidental".
Falando em "abandono", ele diz: "Na minha vida, Deus fez tudo; da minha parte, só queria rezar. Tenho certeza de que o vermelho do meu cardinalado é verdadeiramente o reflexo do sangue do sofrimento dos missionários que chegaram ao fundo do poço da África para evangelizar minha aldeia".
Em 2016, o cardeal Robert Sarah chamou publicamente a atenção dos fiéis para a importância da visita ao Santíssimo Sacramento, redigindo o prefácio de um texto póstumo de Mons. Alessandro Maggiolini, "Visita a Jesus na Eucaristia", apresentando-a como "a fonte da vida interior: a adoração de Jesus Cristo, Deus fez o homem, porque sabemos e cremos que nele ele é o único Deus verdadeiro e, portanto, nos ajoelhamos e nos prostramos diante da Santa Eucaristia".

### Nações europeias, imigração e islã
O Cardeal Robert Sarah defendeu a preservação das culturas nacionais da Europa: "Quando estive na Polônia, um país muito criticado, eu encorajei os fiéis a afirmarem a sua identidade tal como fazem há séculos. A minha mensagem foi simples: vocês são acima de tudo poloneses e católicos, e só depois europeus. Vocês não devem sacrificar estas duas primeiras identidades no altar de uma Europa tecnocrática que não conhece nações. A Comissão de Bruxelas só pensa em construir de um mercado livre a serviço das grandes potências financeiras. A União Europeia não protege mais os povos. Ela protege os bancos. Eu queria lembrar novamente à Polônia a sua missão singular no plano de Deus. Ela é livre para dizer à Europa que cada um foi criado por Deus para ser colocado num lugar bem preciso, com a sua cultura, as suas tradições e a sua história. Esta vontade atual de globalizar o mundo suprimindo as nações com suas características específicas é pura loucura. O povo judeu teve que viver no exílio [babilônico], mas Deus os levou de volta ao seu país. Cristo teve que fugir de Herodes para o Egito, mas quando Herodes morreu, ele retornou ao seu país. Cada um deve morar no seu país. Como uma árvore, cada um tem o seu solo, o seu ambiente no qual pode crescer perfeitamente. É melhor ajudar as pessoas [imigrantes] a se realizarem nas suas culturas do que incentivá-las a vir para uma Europa em plena decadência. É uma falsa exegese a que usa a Palavra de Deus para valorizar a migração. Deus nunca quis estas feridas".
Posicionando-se contra a imigração em massa à Europa, Sarah aprofundou: "Todos os migrantes que chegam na Europa não têm um centavo, sem trabalho, sem dignidade. É isso o que a Igreja quer? A Igreja não pode cooperar com esta nova forma de escravidão que se tornou a migração em massa. Se o Ocidente continuar neste caminho fatal, há um grande risco de que, devido a uma falta de nascimentos, ele desaparecerá invadido por estrangeiros, como Roma foi invadida por bárbaros. Meu país é predominantemente muçulmano. Acho que sei de qual realidade estou falando".
Robert Sarah entende que a cultura cristã da Europa deve ser preservada contra a expansão do islamismo: "Deus deu uma missão à Europa, que recebeu o cristianismo. Depois, os missionários europeus levaram Cristo até os confins da Terra. E isso não foi um acidente, mas sim o plano de Deus. Essa missão universal, que Ele deu à Europa quando Pedro e Paulo se estabeleceram em Roma, cidade a partir da qual a Igreja evangelizou a Europa e o mundo, ainda não terminou. Mas se pusermos fim a ela, afundando-nos no materialismo, na impiedade e na apostasia, as consequências serão graves. Se a Europa desaparecer, e com ela os valores inestimáveis do velho continente, o Islã invadirá o mundo, e mudaremos totalmente nossa cultura, antropologia e visão moral".
Sobre o islamismo, Sarah afirmou: "O materialismo nos separa radicalmente de Deus e da vida interior. O islamismo também. Deus não pode inspirar a barbárie. Matar alguém porque ele não compartilha de sua fé? Explodir uma bomba em um ônibus e matar pessoas inocentes em nome de Alá? Essas coisas são impossíveis para Deus".

### Homossexualidade e ideologia de gênero
Em outubro de 2015, ele desempenhou um papel de liderança na rejeição, pelo Sínodo sobre a Família, às tentativas de garantir uma linguagem mais acolhedora para pessoas gays ou divorciadas e recasadas. Discursando no Sínodo sobre as ameaças percebidas ao casamento e à família, ele disse: "Precisamos ser inclusivos e acolhedores com tudo o que é humano; mas o que vem do Inimigo não pode e não deve ser assimilado. Não se pode unir a Cristo e Belial! O que o nazifascismo e o comunismo foram no século XX, as ideologias ocidentais homossexuais e abortistas e o fanatismo islâmico são hoje." Ele disse que "as ideologias ocidentais homossexuais e abortistas e o fanatismo islâmico" poderiam ser vistos como "quase duas bestas apocalípticas" com origens demoníacas, traçou paralelos entre elas e o nazismo e o comunismo, e observou que ataques terroristas na França e na Tunísia ocorreram no mesmo dia em que a Suprema Corte dos EUA emitiu uma decisão no caso Obergefell v. Hodges, que tornou o casamento civil entre pessoas do mesmo sexo legal em todo o país.
Em um artigo no Wall Street Journal, em 2017, o Cardeal Sarah defendeu que, embora as pessoas LGBT em si mesmas sejam "sempre boas porque são filhas de Deus", e a atração pelo mesmo sexo em si mesma não seja pecaminosa "se não for desejada ou se não houver ação", essa atração, no entanto, é contrária à natureza humana, e as relações sexuais entre pessoas do mesmo sexo "são gravemente pecaminosas e prejudiciais ao bem-estar daqueles que as praticam. As pessoas que se identificam como membros da comunidade LGBT devem receber essa verdade em caridade, especialmente do clero que fala em nome da Igreja sobre esse tópico complexo e difícil". Ele argumentou que a castidade é obrigatória aos homossexuais na moral católica.
Sobre a ideologia de gênero, ele escreve: "No que diz respeito ao meu continente, quero denunciar fortemente a vontade de impor valores falsos usando argumentos políticos e financeiros. Em alguns países africanos, foram criados ministérios dedicados à teoria do gênero em troca de apoio. Essas políticas são ainda mais odiosas, já que a maioria das populações africanas é indefesa, à mercê de ideólogos ocidentais fanáticos".
Sarah também afirmou que "dizer a um ser humano 'você é livre para escolher seu sexo' é destruí-lo. Na realidade, é a liberdade de destruir a si mesmo. Mas somente Deus nos torna livres! Hoje em dia, quanta destruição humana está ocorrendo, sob o pretexto de liberdade! Em nome dessa mesma liberdade, muitos jovens têm sido destruídos pela pornografia. O homem se autodestrói; Deus, por outro lado, cria, para que os homens possam ter vida e tê-la em abundância".

### Moral sexual
Por ocasião da XV Assembleia Geral Ordinária do Sínodo dos Bispos de outubro de 2018, dedicado ao tema dos jovens, o cardeal Sarah disse que se alguns jovens não concordam com o ensino moral católico, mesmo no campo da sexualidade, isso não significa que os ensinamentos da Igreja não sejam claros ou que eles devam mudar. De acordo com o cardeal, de fato, a Igreja e seus pastores devem "propor corajosamente o ideal cristão correspondente à doutrina moral católica e não diluí-la, ocultando a verdade para atrair jovens para o seio da Igreja".
Ele se pronunciou contra a "liberação sexual" promovida no ocidente.

### Magistério e comunhão a divorciados
Na XIV Assembleia Geral ordinária do Sínodo dos Bispos, falou, contra a permissão da comunhão a divorciados e recasados, defendida pelo Cardeal Walter Kasper: "a ideia de colocar o Magistério em um belo caixão, desvinculando-o da prática pastoral, que poderia evoluir de acordo com as circunstâncias, modas e paixões, é uma forma de heresia, uma perigosa patologia esquizofrênica. Portanto, afirmo solenemente que a Igreja da África se opõe firmemente a qualquer rebelião contra os ensinamentos de Jesus e do Magistério".

### Ordenação de homens casados
No início de 2020, ele publica um ensaio sobre o sacerdócio católico intitulado Do fundo de nossos corações, no qual expressa fortes críticas à possibilidade de ordenar homens casados como tais: "o estado conjugal preocupa o homem em sua totalidade, e considerando que servir ao Senhor requer todos os recursos de uma pessoa, não parece possível que as duas vocações sejam realizadas simultaneamente." O livro, entre muitas coisas, é uma resposta "ideal" à abertura da Igreja Católica a "viri probati", isto é, à possibilidade de ordenar homens casados, sacerdotes "idosos" e "de fé clara". Após as antecipações publicadas pelo jornal Le Figaro, nas quais se exibiu alguns trechos atribuídos ao Papa Bento XVI e em que transparece um fechamento claro do sacerdócio para homens casados, a participação de Bento XVI na elaboração do livro como coautor foi publicamente negada por seu secretário, Mons. Gänswein, embora confirmando que Bento XVI foi autor de uma contribuição hospedada dentro do volume. Em particular, Gänswein, com uma nota divulgada às agências de imprensa, pediu ao cardeal Sarah que retirasse o nome de Bento XVI da capa, introdução e conclusões do livro, especificando que "era um mal-entendido, sem colocar em dúvida a boa-fé do cardeal Sarah." Por sua parte, o cardeal Sarah publicou, em sua conta oficial no Twitter, cartas de Bento XVI que aludem à inclusão de sua contribuição no volume "na forma que você prevê". Evitando a controvérsia, Sarah reafirmou sua obediência ao papa Francisco.

## Genealogia Episcopal
- Cardeal Scipione Rebiba
- Cardeal Giulio Antonio Santori
- Cardeal Girolamo Bernerio, O.P.
- Arcebispo Galeazzo Sanvitale
- Cardeal Ludovico Ludovisi
- Cardeal Luigi Caetani
- Cardeal Ulderico Carpegna
- Cardeal Paluzzo Paluzzi Altieri degli Albertoni
- Papa Bento XIII
- Papa Bento XIV
- Papa Clemente XIII
- Cardeal Marcantonio Colonna
- Cardeal Giacinto Sigismondo Gerdil, B.
- Cardeal Giulio Maria della Somaglia
- Cardeal  Carlo Odescalchi, S.J.
- Cardeal Costantino Patrizi Naro
- Cardeal Lucido Maria Parocchi
- Papa Pio X
- Cardeal Gaetano De Lai
- Cardeal Raffaele Carlo Rossi, O.C.D.
- Cardeal Amleto Giovanni Cicognani
- Cardeal Giovanni Benelli
- Cardeal Robert Sarah

### A sucessão apostólica
- Arcebispo Vincent Coulibaly (1994)
- Bispo Emmanuel Félémou (2007)
- Bispo Barthélemy Yaouda Hourgo (2008)
- Bispo Joseph Befe Ateba (2008)
- Bispo Raphaël Balla Guilavogui (2008)

## Obras
Várias obras de cartão. Sarah foi traduzida do francês para o italiano, editada pelo padre Andrea Cappelli, padre e membro do conselho da Milícia do Templo.

### Autor
- Cultura, democracia e desenvolvimento à luz de Centesimus annus , Paulines Publications Africa, 2000
- No caminho para Nínive , Médiaspaul, 2012
- Deus ou nada. Conversa sobre fé com Nicolas Diat , Cantagalli, 2015
- O poder do silêncio. Contra a ditadura do ruído , com Nicolas Diat , Cantagalli, 2017
- Creio que a Igreja , com Gerhard Ludwig Müller , Cantagalli, 2018
- É noite e agora o dia está se transformando em declínio, com Nicolas Diat, tradução de Davide Riserbato, Cantagalli, 2019
- Do fundo do coração , com Bento XVI, tradução de Davide Riserbato, Cantagalli, 2020

### Curador
- África. A nova pátria de Cristo. Contado por bispos africanos , vários autores, Cantagalli, 2015

### Prefácios
- Le Gender, um padrão mundial? Pour un discernement , de Marguerite A. Peeters , Broché, 2013
- Vaticano II: as perguntas Concile en: entre événement et héritage de Marc Aillet , broche de 2015
- S'il te plaît, Maman, confesser emmène-moi me , por Ingrid d'Ussel , Broché, 2016
- Projeto da liturgia antiga: Joseph Ratzinger e a mensagem de santa Torta V , de Gérald de Servigny , Broché, 2016
- On ne plaisante pas avec les sacraments , de Nicola Bux , Broché, 2017

## Honras

### Honras estrangeiras
- Ordem de Malta: Bailiff Grã-cruz da Honra e Devoção (2016)[24]
- Benim: Cavaleiro Grã-cruz na Ordem Nacional de Benim (2015)[25]
- França: Comandante da Legião de Honra (2012)[26]